# Liste des sites Ramsar au Cap-Vert
Cet article recense les zones humides du Cap-Vert concernées par la convention de Ramsar.

## Statistiques
La convention de Ramsar est entrée en vigueur au Cap-Vert le 18 novembre 2005.
En janvier 2020, le pays compte 4 sites Ramsar, couvrant une superficie de 23 km2.

## Liste
| Site                         | Île       | Notes | Date            | Superficie (km²) | Altitude (m) | Identifiant Ramsar | Identifiant WDPA | Coordonnées                         | Photo |
| ---------------------------- | --------- | ----- | --------------- | ---------------- | ------------ | ------------------ | ---------------- | ----------------------------------- | ----- |
| Curral Velho                 | Boa Vista |       | 18 juillet 2005 | 9,86             | 0 - 17       | 1575               | 109005           | 16° 00′ 14″ nord, 22° 45′ 32″ ouest |       |
| Lagoa do Rabil (en)          | Boa Vista |       | 18 juillet 2005 | 1,13             | 0 - 10       | 1576               | 109006           | 16° 09′ 00″ nord, 22° 53′ 56″ ouest |       |
| Lagoas de Pedra Badejo       | Santiago  |       | 18 juillet 2005 | 6,6607           | 0 - 10       | 1577               | 109007           | 15° 06′ 00″ nord, 23° 32′ 13″ ouest |       |
| Salines du port anglais (en) | Maio      |       | 3 juillet 2013  | 5,35             | 3 - 12       | 2182               | 555558393        | 15° 09′ 25″ nord, 23° 13′ 37″ ouest |       |